# Sala Primera del Tribunal Supremo
La Sala Primera del Tribunal Supremo de España, conocida también como Sala de lo Civil, es la sala que culmina la jurisdicción civil, resolviendo en última instancia los recursos de casación y revisión en materia civil.
Además, le corresponde el enjuiciamiento de determinadas demandas de responsabilidad civil contra altas autoridades del Estado por actos realizados en el ejercicio de sus cargos.
Dentro de la estructura del Tribunal Supremo –que se divide en cinco salas jurisdiccionales–, la Sala Primera es el órgano competente en materia civil y mercantil, siendo el tribunal superior en este orden en todo el territorio nacional (salvo las materias de carácter constitucional, atribuidas al Tribunal Constitucional).
Desde marzo de 2025 su presidente es el magistrado Ignacio Sancho Gargallo.

## Historia
El origen del Tribunal Supremo se remonta a la Constitución de Cádiz de 1812, que previó la creación de un Supremo Tribunal de Justicia para unificar la potestad judicial. Su instauración efectiva tuvo lugar durante el reinado de Isabel II: el Real Decreto de 24 de marzo de 1834 suprimió los antiguos Consejos de Castilla, Indias, Guerra y Hacienda, e instituyó el Tribunal Supremo dividido en tres salas (una para asuntos de ultramar –denominada Tribunal Supremo de España e Indias–, otra para asuntos de guerra y marina, y la tercera para asuntos de Hacienda).
Posteriormente, la Ley Provisional de Organización del Poder Judicial de 15 de septiembre de 1870 configuró el Tribunal Supremo con una Sala de Gobierno y cuatro salas de justicia, asignando a la Sala Primera la jurisdicción de lo civil.
Durante la Segunda República, el Decreto de 6 de mayo de 1931 reorganizó el Tribunal Supremo en cinco salas: Sala Primera (Civil), Sala Segunda (Penal), Salas Tercera y Cuarta (Contencioso-Administrativo) y Sala Quinta (Social).
La Constitución de 1931 añadió además una Sala Sexta de Justicia Militar, que asumió las competencias del antiguo Consejo Supremo de Guerra y Marina. Esta organización fue modificada durante la dictadura franquista (suprimiéndose la Sala de lo Social), pero la Ley de 17 de julio de 1945 restituyó la composición de cinco salas del Supremo.
La Constitución española de 1978 (art. 123) reconoció al Tribunal Supremo como el órgano jurisdiccional superior en todos los órdenes –civil, penal, contencioso-administrativo, social y militar– con jurisdicción en toda España. En desarrollo de la Constitución, la Ley Orgánica 6/1985, de 1 de julio, del Poder Judicial mantuvo la división del Tribunal Supremo en cinco salas jurisdiccionales. La Sala Primera, de lo Civil, se configura así como la cúspide de la jurisdicción civil, encargada de los recursos contra las sentencias de los tribunales inferiores en esta materia y de ciertos procesos especiales atribuidos por la ley.

## Atribuciones
Las atribuciones de la Sala Primera de lo Civil del Tribunal Supremo están establecidas en el artículo 56 de la Ley Orgánica del Poder Judicial (LOPJ). En particular, la Sala Primera conoce de:
- Recursos de casación, revisión y otros extraordinarios en materia civil que establezca la ley.[1]
- Demandas de responsabilidad civil contra altas autoridades del Estado por actos realizados en el ejercicio de su cargo, cuando dichas demandas se dirijan contra: el Presidente del Gobierno; los presidentes del Congreso de los Diputados y del Senado; el Presidente del Tribunal Supremo y del Consejo General del Poder Judicial; el Presidente del Tribunal Constitucional; los miembros del Gobierno; los diputados y senadores; los vocales del CGPJ; los magistrados del Tribunal Constitucional y del Tribunal Supremo; los presidentes de la Audiencia Nacional (y de sus Salas) y de los Tribunales Superiores de Justicia; el Fiscal General del Estado y los Fiscales de Sala del Tribunal Supremo; el presidente y consejeros del Tribunal de Cuentas; el presidente y consejeros del Consejo de Estado; el Defensor del Pueblo; y el presidente y consejeros de un Gobierno autonómico, cuando así lo determine el correspondiente Estatuto de Autonomía.[1]
- Demandas de responsabilidad civil contra magistrados de la Audiencia Nacional o de los Tribunales Superiores de Justicia por hechos realizados en el ejercicio de sus cargos.[1]

Además de lo anterior, el artículo 55 bis LOPJ atribuye a la Sala Primera la instrucción y enjuiciamiento de las acciones civiles contra ciertos miembros de la Familia Real: la Reina consorte o su consorte, la Princesa o Príncipe de Asturias y su consorte, así como el Rey o Reina que hubiere abdicado y su consorte.

## Composición
Conforme a la Ley de Demarcación y Planta Judicial, la Sala Primera del Tribunal Supremo se compone de un presidente y nueve magistrados. Tras las incorporaciones aprobadas en 2025, la Sala Primera cuenta ya con la plantilla completa prevista por la ley (diez miembros: un presidente y nueve magistrados).
Su composición actual es la siguiente:
- Presidente: Ignacio Sancho Gargallo.[3]
- Magistrados (por orden de antigüedad en la Sala): [10][9]
  - Rafael Sarazá Jimena
  - Pedro José Vela Torres
  - María de los Ángeles Parra Lucán
  - José Luis Seoane Spiegelberg
  - Antonio García Martínez
  - Manuel Almenar Belenguer
  - Raquel Blázquez Martín
  - Nuria Auxiliadora Orellana Cano
  - Fernando Cerdá Albero